# Synaldis viructae
Synaldis viructae är en stekelart som beskrevs av Fischer 1993. Synaldis viructae ingår i släktet Synaldis och familjen bracksteklar. Inga underarter finns listade i Catalogue of Life.